# William James Harding

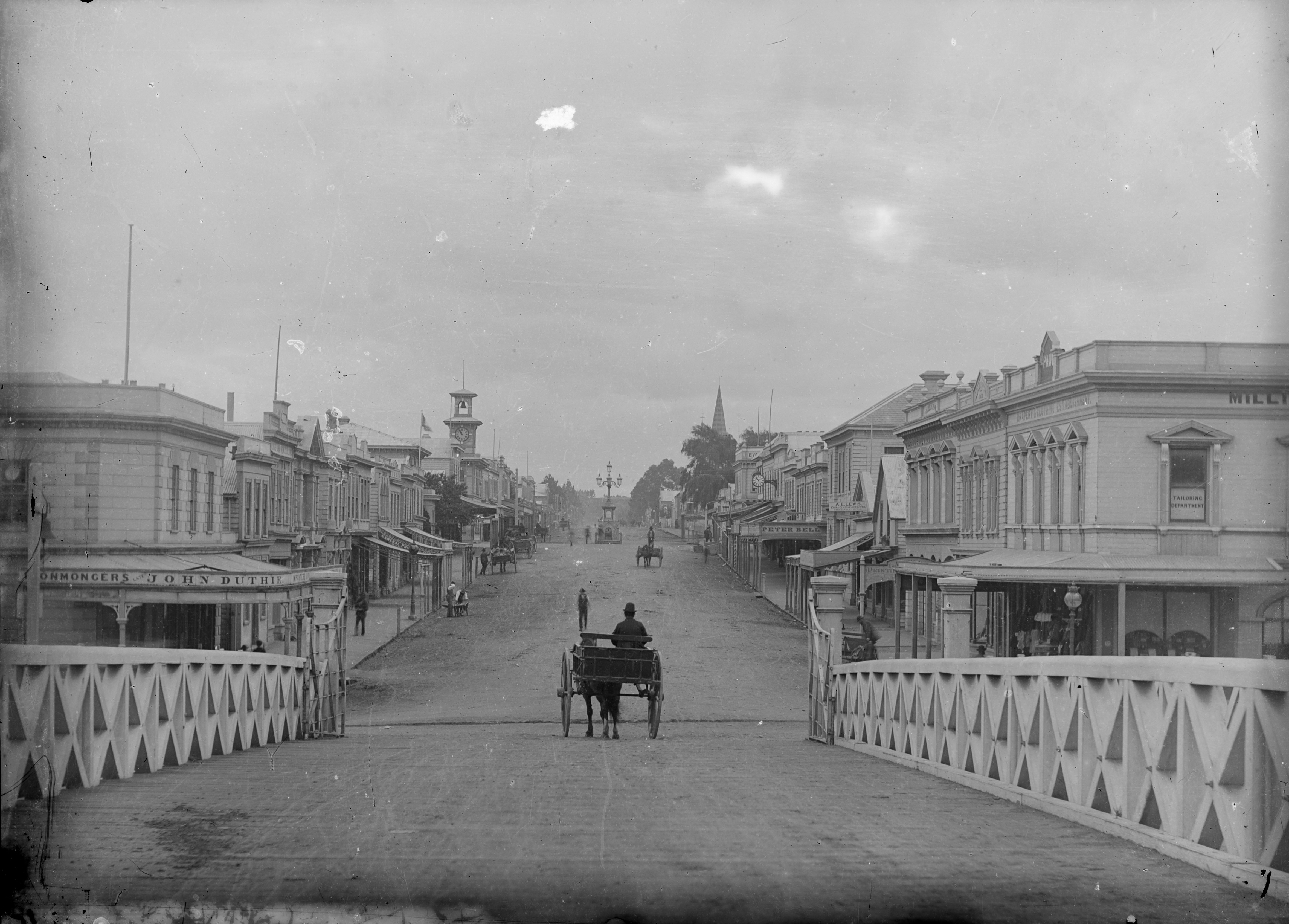
Victoria Avenue, Whanganui, 1880–1890

William James Harding (19. září 1826 Southampton, Hampshire, Anglie – 13. května 1899 Sydney) byl novozélandský fotograf.

## Život a dílo
Narodil se 19. září 1826 v Southampton v anglickém Hampshire. William a jeho žena Annie Baker přišli na Nový Zéland v roce 1855, usadili se ve Wanganui, kde William krátce pracoval jako truhlář, ale v roce 1856 si založil fotografické studio. V letech 1860–1870 byl jeho ateliér ve dvoupatrové budově z vlnitého železného plechu na ulici Ridgway. Fotografoval portréty, architekturu i krajiny, někdy svůj ateliér pronajímal jiným fotografům. Měl zálibu v krajinářské fotografii, ale v portrétování však měl finanční zabezpečení. Pořídil více než 6000 negativů.
Zemřel v Sydney dne 13. května 1899.

## Galerie

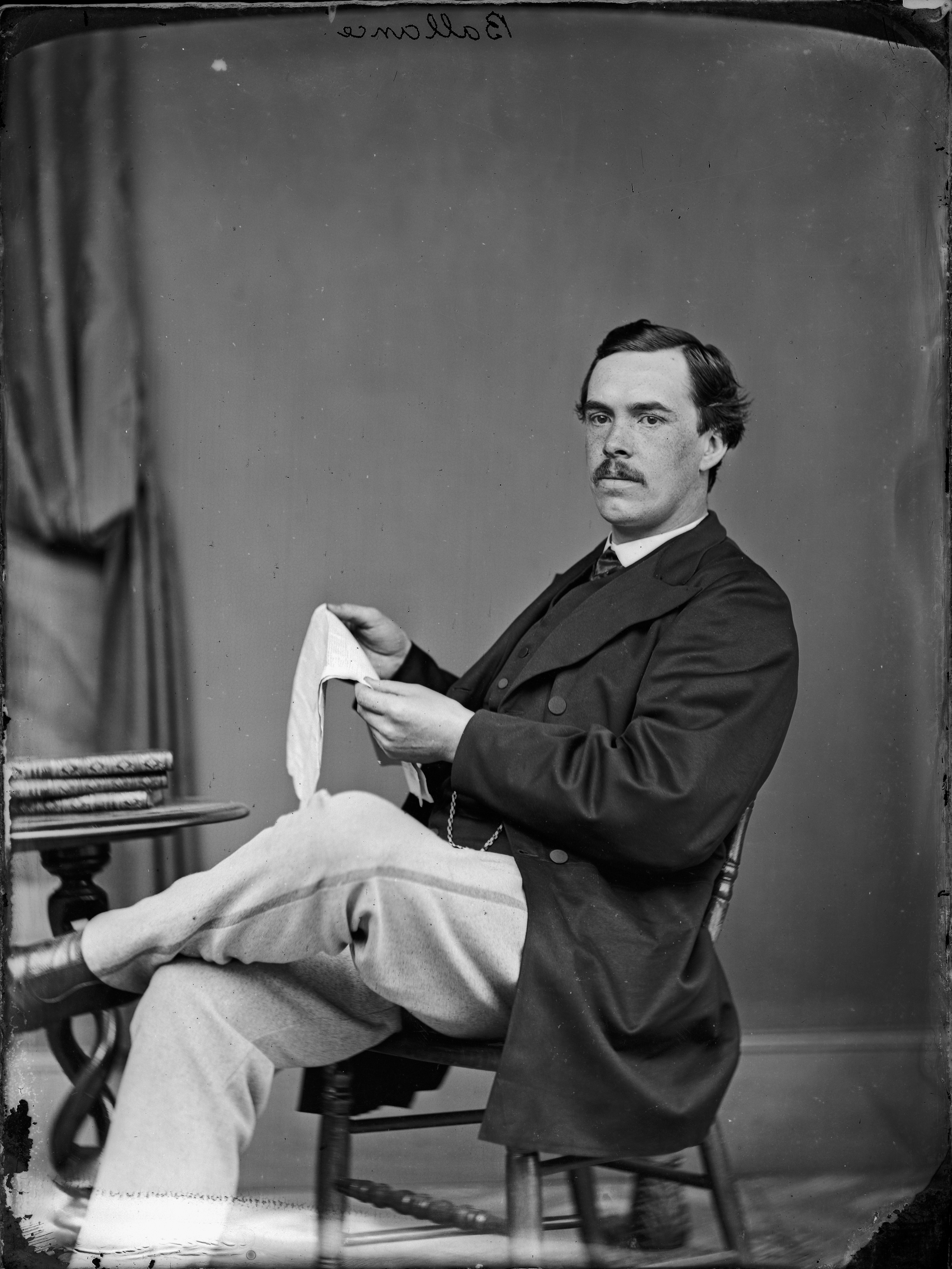
John Ballance, asi 1870
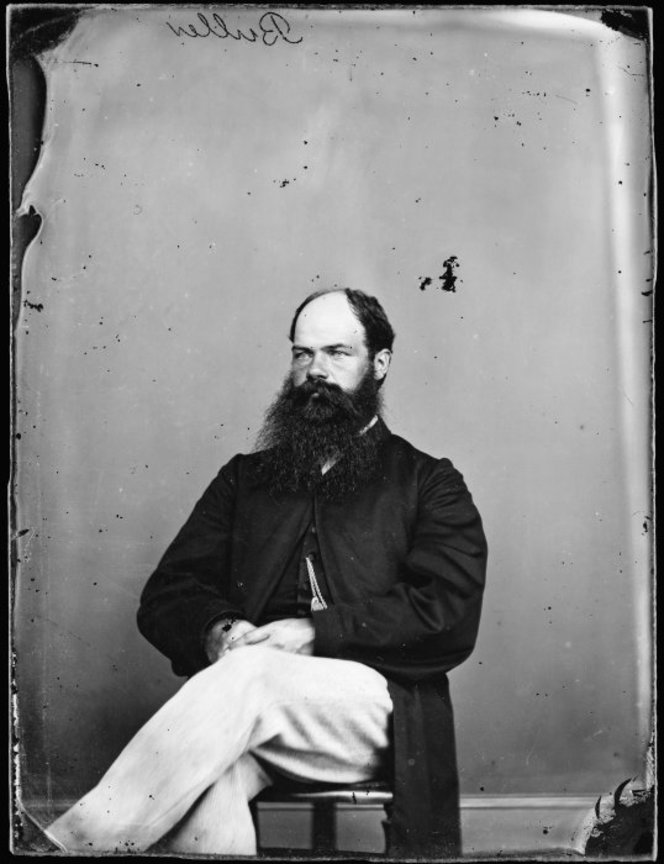
Walter Lawry Buller, 1870
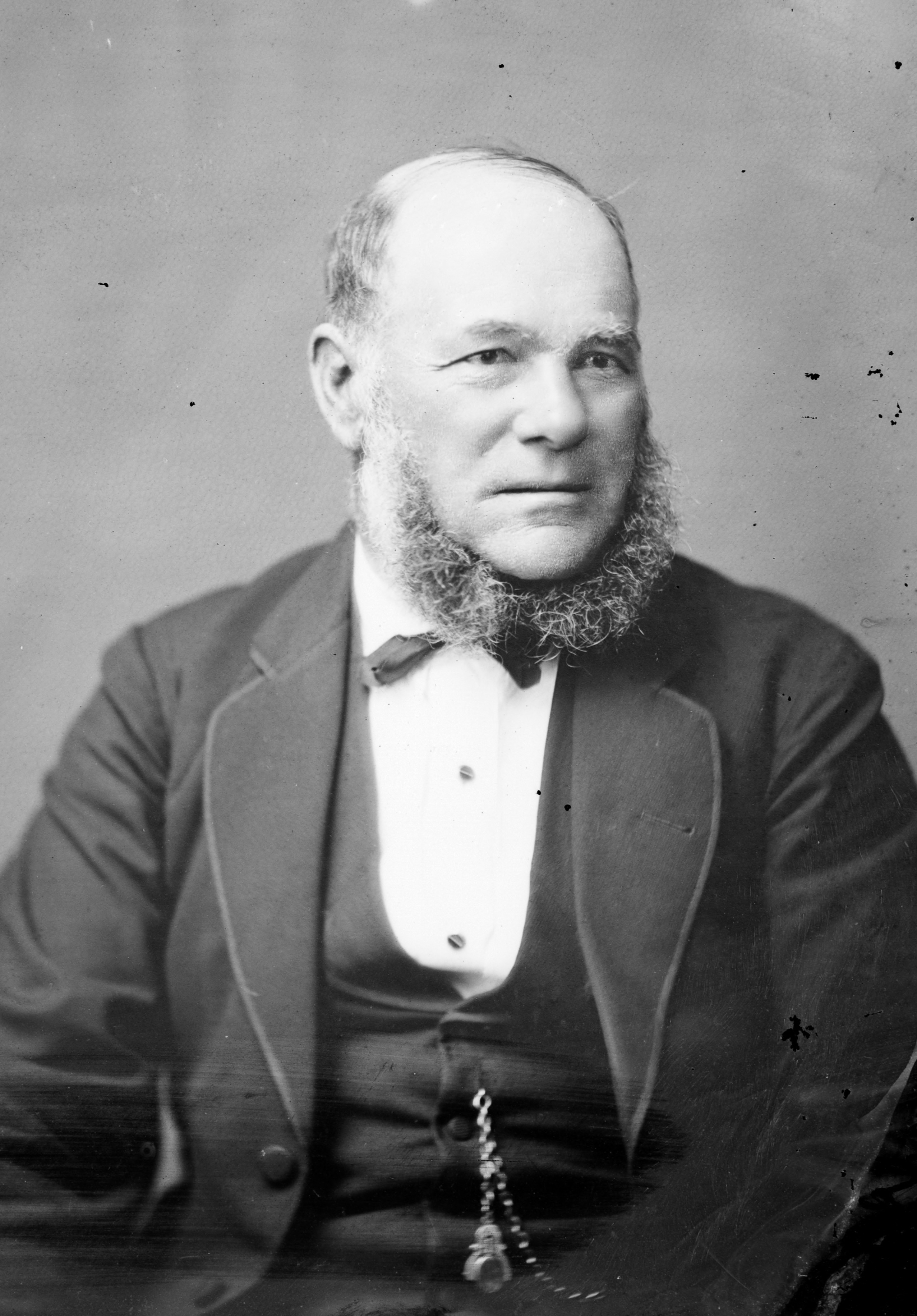
William Hogg Watt, 1870–1880
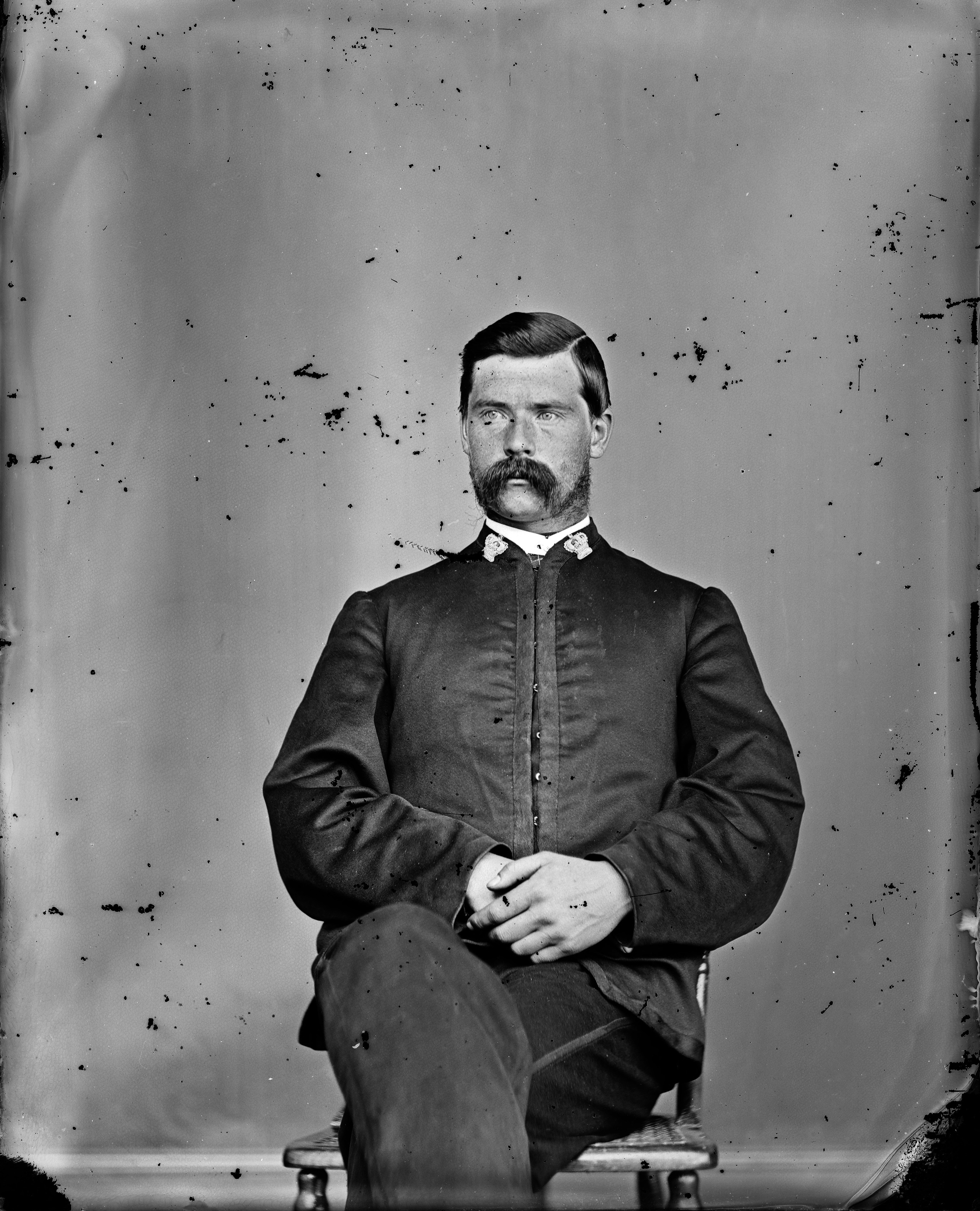
Walter Edward Gudgeon, asi 1870
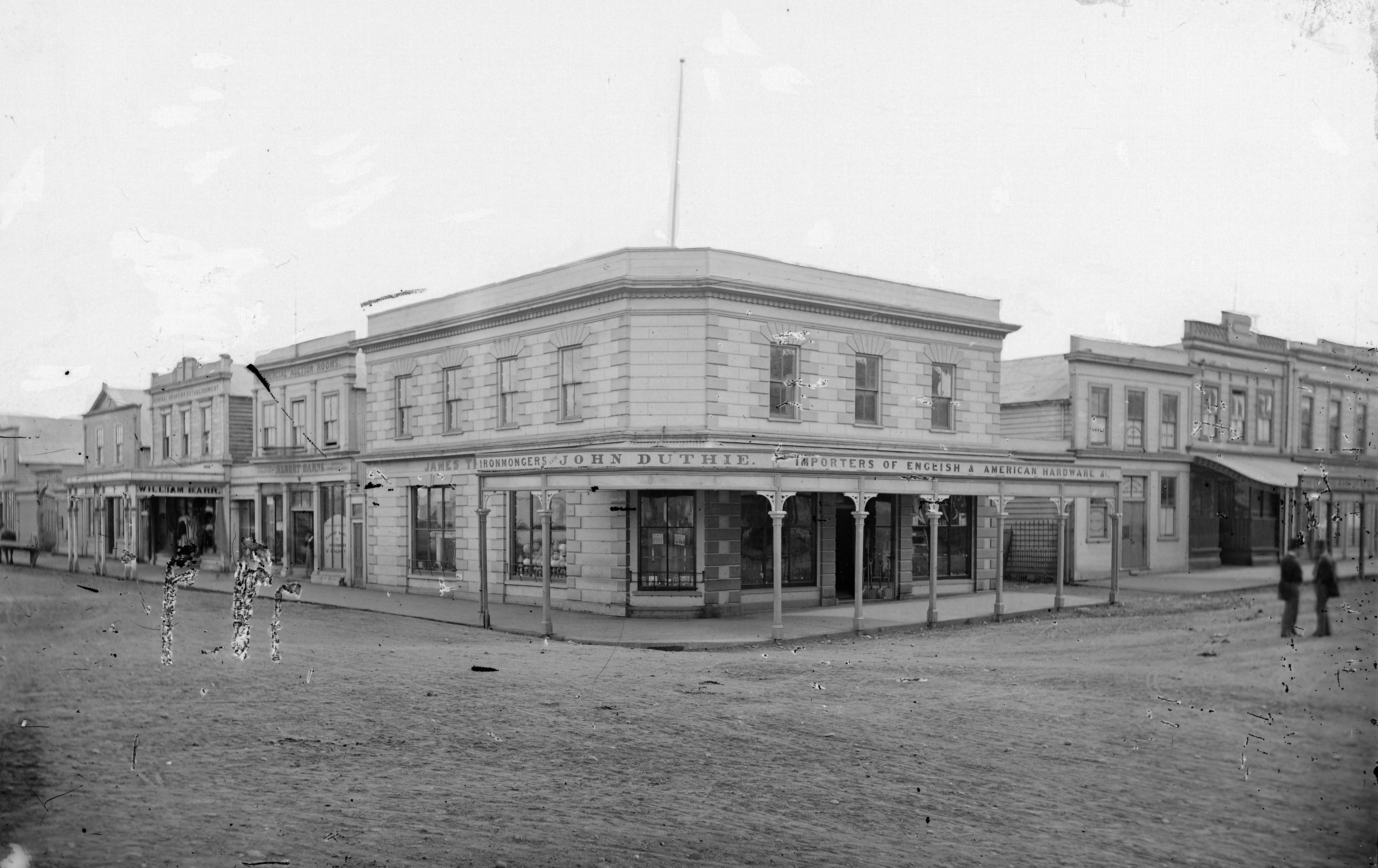
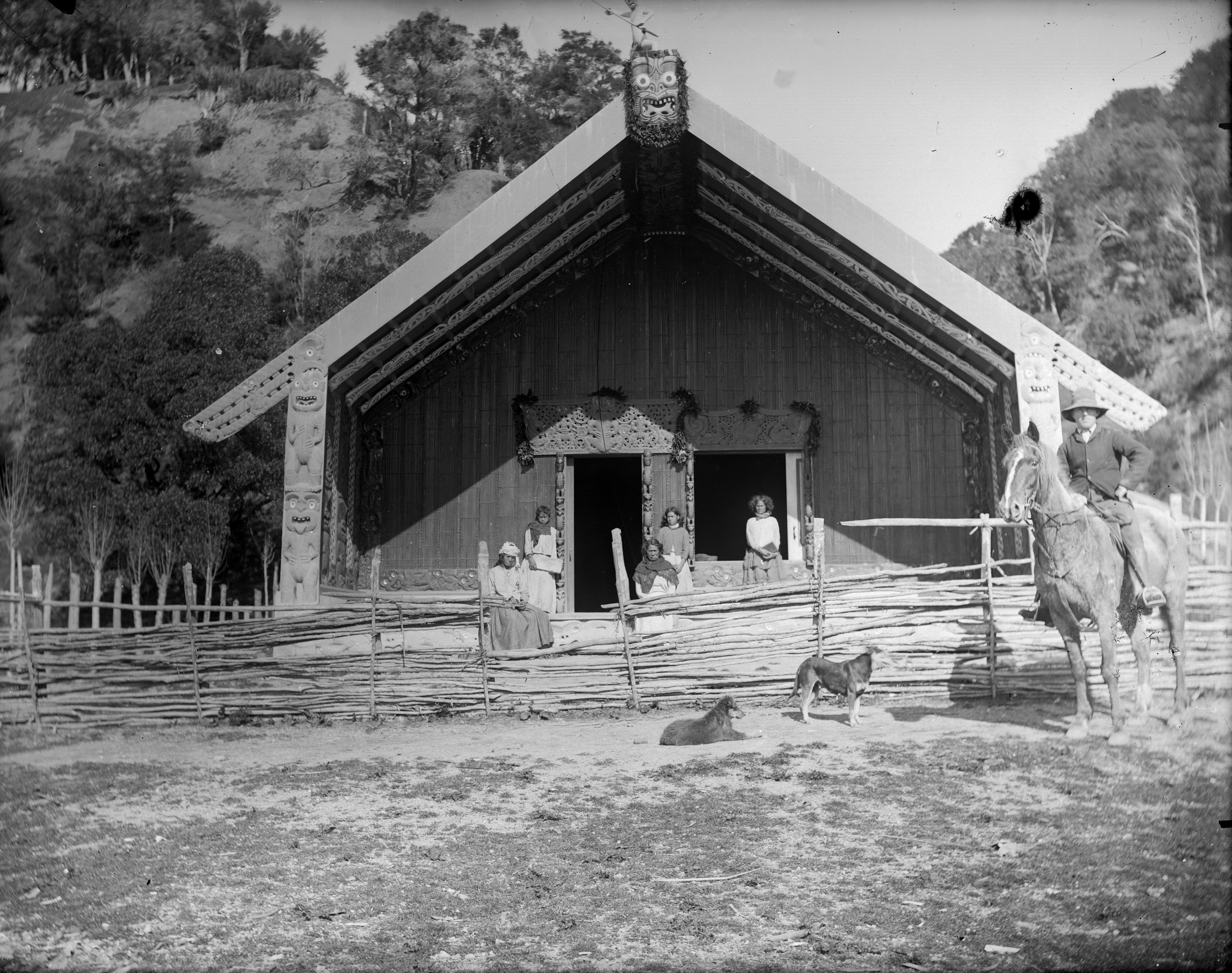
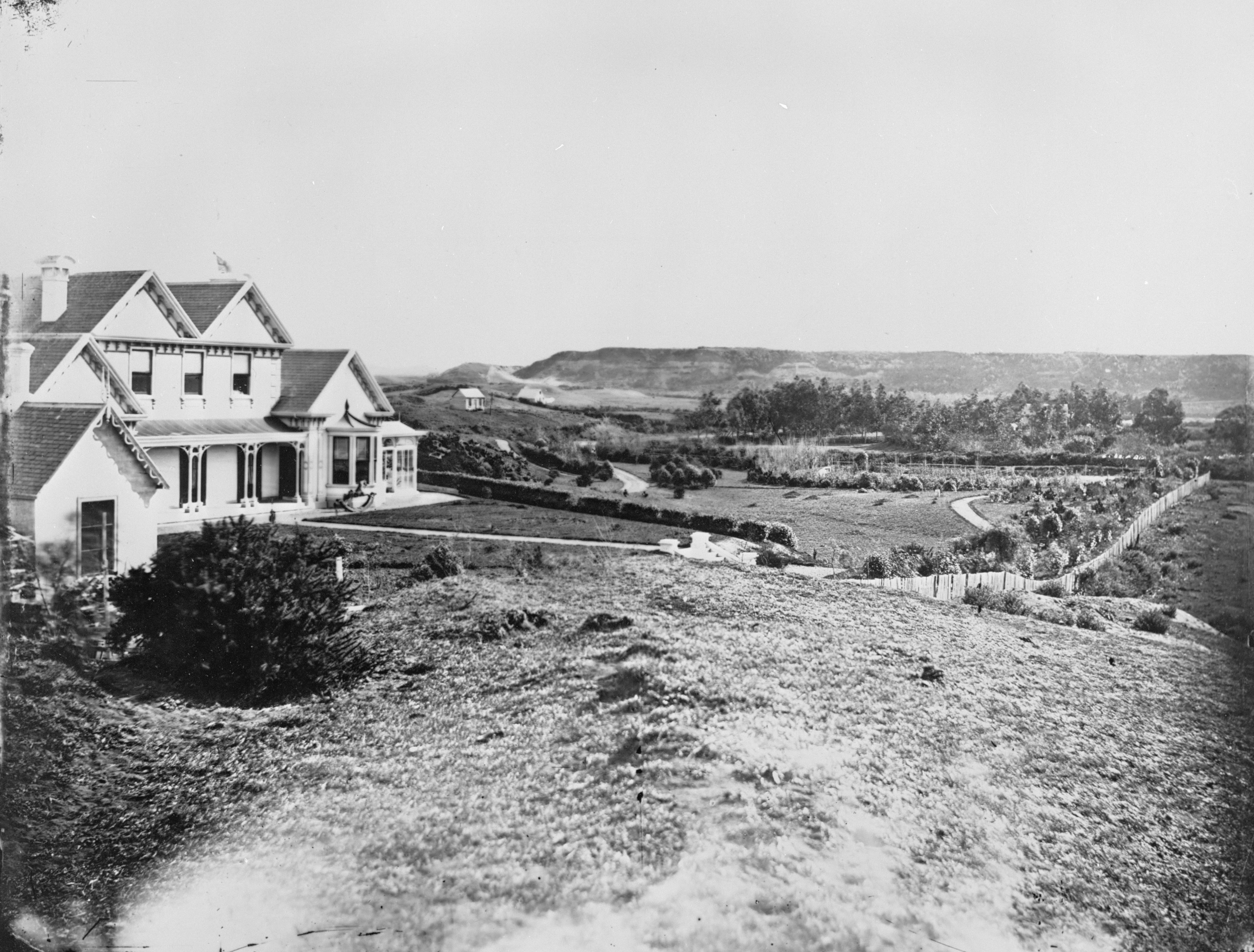